# Shewareged Gedle
 (octobre 2020).
Shewareged Gedle, parfois nommée Woizero Shewareged Gedle, est une femme éthiopienne, combattante de la seconde guerre italo-éthiopienne, durant laquelle elle fonde en particulier l'Organisation de soutien aux femmes éthiopiennes.

## Biographie et famille
Shewareged Gedle est fille d'un officier militaire. Celui-ci lui a notamment appris à se battre à l'arme blanche.
Elle est la tante de Beseat Kiflé Selassié, qui devient plus tard haut fonctionnaire de l'Unesco.

## Rôle durant la guerre italo-éthiopienne

### Aide financière
Durant la seconde guerre italo-éthiopienne, Shewareged Gedle œuvre en particulier dans le domaine médical, organisant notamment les premiers soins aux blessés de l'armée. Ayant hérité de son père un vaste domaine, elle le vend pour acheter des vêtements, des armes, des munitions et du matériel médical à destination des soldats. Elle aide par ailleurs des villageois dépouillés par les fascistes de leurs moyens de subsistance.

### Espionnage
Elle profite de ses bonnes relations avec un Éthiopien au service du bureau politique fasciste pour se faire communiquer de nombreux renseignements qu'elle fait ensuite parvenir à Abebe Aregai.

### Enrôlement et entraînement d'une armée
Elle organise ensuite avec 2 000 partisans la résistance à Mussolini. Elle réussit également à mobiliser une ligue de femmes patriotes qui, selon certaines sources, font le serment de combattre l'ennemi jusqu'à la mort.

### Actions armées
Avec ses troupes, elle attaque la 2 décembre 1940 une prison tenue par les troupes fascistes afin de libérer les partisans éthiopiens détenus, ainsi que pour se procurer des armes supplémentaires,.
À ce titre, elle est parfois qualifiée de « femme au cœur de lion » et de « Jeanne d'Arc éthiopienne ».

### Capture et torture
Par la suite, elle est capturée par les Italiens, emprisonnée près de la Sardaigne et soumise longuement à la torture, en particulier à des décharges électriques très violentes. Néanmoins, elle ne divulgue à aucun moment d'informations risquant de compromettre ses camarades. Contre promesse de ne plus se livrer à des activités subversives, elle est libérée,.
Toutefois elle ne tient pas sa promesse, rejoint une organisation clandestine nommée Wust Arbegnoch, dont le but est de recueillir des informations, de collecter des fonds, des munitions, de la nourriture, des vêtements et des médicaments pour les envoyer aux combattants de la guérilla. Au total, durant toute la guerre, elle est capturée à douze reprises.